# 高岡市立川原小学校
高岡市立川原小学校（たかおかしりつ かわらしょうがっこう）は富山県高岡市にあった公立小学校。

## 沿革
『高岡市立川原小学校HP沿革史』より
- 1901年（明治34年）4月1日 - 川原地子尋常小学校創立。
- 1902年（明治35年）4月1日 - 川原町尋常小学校と改称。
- 1906年（明治39年）4月1日 - 上川原町・橋番町・風呂屋町が新たに校区となる。
- 1907年（明治40年）4月1日 - 高等科を併置し川原町尋常高等小学校と改称
- 1912年（明治45年）4月1日 - 平米小学校新設により、地木屋町・小馬出町・三番町・源平町・守山町・木舟町・片原町・片原横町・片原中島町を平米校に編入。
- 1919年（大正8年）3月 - 風呂屋町を博労校に編入。
- 1921年（大正10年）9月28日 - 創校20周年記念式典挙行　校歌が制定される。
- 1929年（昭和4年）4月1日 - 千保町・船場町・内免町を川原校区に編入。
- 1935年（昭和10年）4月1日 - 男子高等科併置。
- 1941年（昭和16年）
  - 4月1日 - 学制改革により川原国民学校と改称。
  - 8月 - 創校40周年事業として相撲場完成。
- 1944年（昭和19年）4月1日 - 女子高等科併設。
- 1947年（昭和22年）4月1日 - 学制改革により川原小学校と改称。
- 1948年（昭和23年）7月 - 川原小学校PTA結成。
- 1949年（昭和24年）6月 - 完全給食開始。
- 2003年（平成15年）6月 - 文部科学省「理科大好きスクール」指定校。
- 2003年（平成15年）11月 - 優良PTA文部科学大臣表彰受賞。
- 2004年（平成16年）6月 - 理科大好きスクール研究発表会。
- 2010年（平成22年）6月 - 全国学生俳句甲子園14位。
- 2011年（平成23年）9月 - 全国学生俳句甲子園4位。
- 2016年（平成28年）9月23日～25日 - 高岡クラフトコンペに出品（高岡大和7F）。
- 2024年（令和6年）3月31日 - 閉校。同年4月1日同じ高岡西部中学校区内の横田小学校、西条小学校の2校と統合し、西条小跡地と隣接する高岡西高校跡地を利用して高岡市立高岡西部小学校が開校[2]。今後は高岡西部中学校とも統合し、2027年（令和9年）4月を目途に小中一貫校をつくる計画となっている[3]。

## 校区
通学区域
- 川原町
- 川原本町
- 内免
- 金屋本町〔ただし3番（12号、15号←西条小学校区）を除く〕
- 上四屋
- 大町〔旧・東栄町、下川原町、千保町域が該当。4番（1号～24号）、10番（7号～10号）、11番（1号～27号、40号～46号）、12番（5号～14号）、15番（1号～7号、36号～48号）、16番。※左記以外は成美小学校区〕

進学先中学校
- 高岡市立高岡西部中学校（ただし昭和22年から昭和27年3月（26年度）までは、高岡市立南部中学校（現高岡市立南星中学校）。）

## 著名な出身者
- 西野勇士（プロ野球選手、千葉ロッテマリーンズ。小学生時代は川原タイガースで活動。）
- 室崎琴月（作曲家、大正10(1921)年9月に川原小学校校歌を作曲）
- 横田誠二（高岡市議会議員）